# السياحة في ويلز

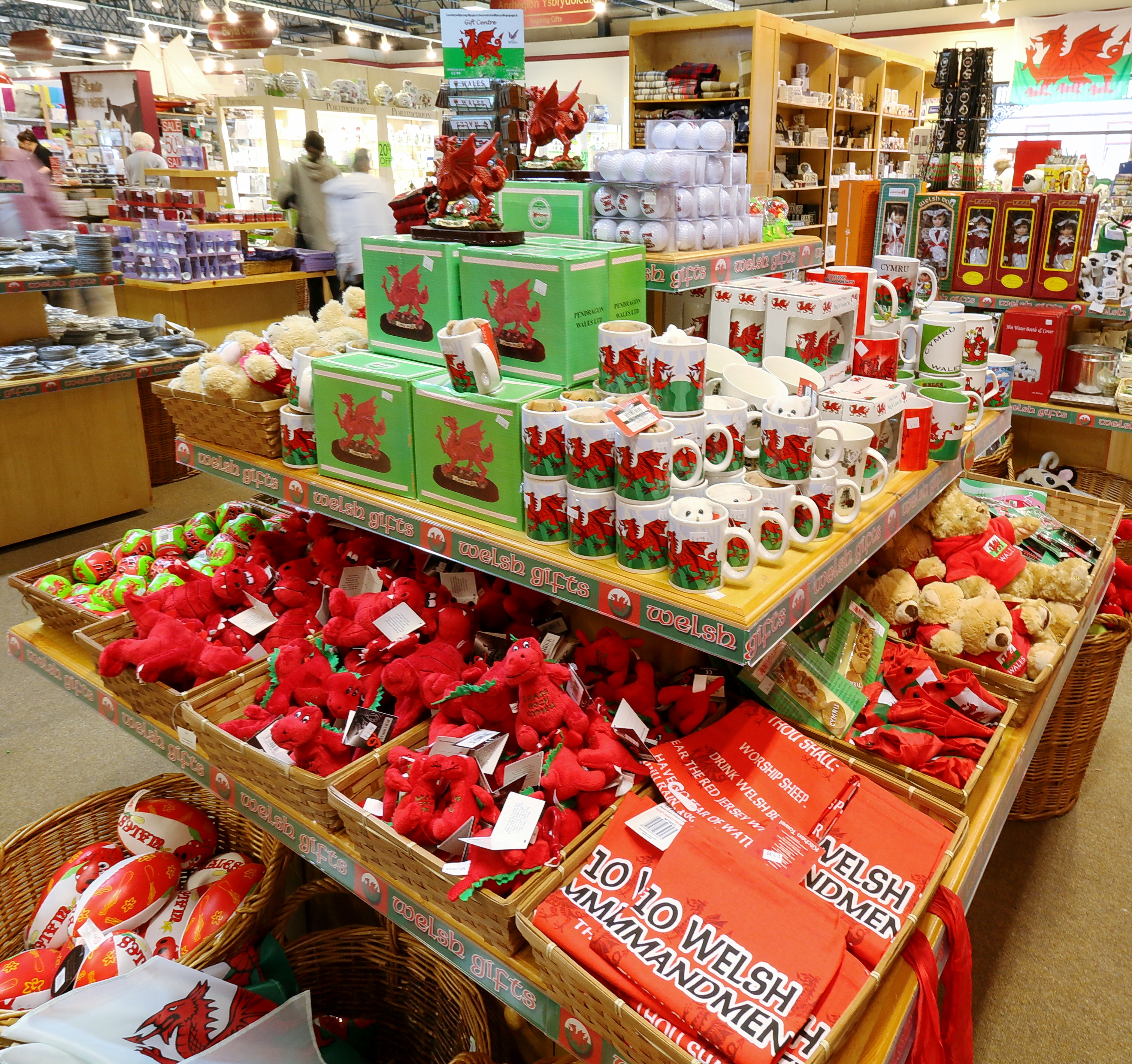

السياحة في ويلز تشير إلى النشاط السياحي في منطقة ويلز بالمملكة المتحدة؛ حيث تُعد ويلز مقصداً سياحياً ناشئاً، حيث زارها 8,078,900 زائر إلى وجهات مؤسسة التراث القومي و وهيئة السياحة الويلزية في 2002 م. اعتباراً من عام 2017 م، قدرت صناعة السياحة في ويلز بحجم أرباح سنوية قدرت بنحو 4.8 مليار جنيه إسترليني.
في عام 2005 م، ساهمت السياحة في اقتصاد ويلز بخلق أكثر من 100000 فرصة عمل في قطاع الخدمات، أي أكثر من 8 ٪ من القوى العاملة في البلاد. الأنشطة الأكثر شعبية التي قام بها السياح في ويلز كانت المشي والتسوق والمشي في الجبال وزيارة المعالم التاريخية والمتاحف والمعارض. زار 970,000 سائحٍ أجنبي ويلز في عام 2015 م، وقد أنفقوا ما مجموعه 410 ملايين جنيه إسترليني. وكانت أهم دول التي قدم منها الزوار الأجانب جمهورية أيرلندا والولايات المتحدة وألمانيا . غالبية السياحة في ويلز، تأتي من مناطق المملكة المتحدة الأخرى وبالأخص إنجلترا .
العاصمة كارديف هي المنطقة الأكثر شعبية في ويلز للسياحة؛ حيث زارها 14.6 مليون زائر في عام 2009 م،  مما وفر 26,300 فرصة عمل في القطاع السياحي. في عام 2004 م، أنفق السياح معظم أموالهم في غويند تليها كونوي وكارديف.

## البنية التحتية والنقل
يُسيِّر مطار كارديف رحلات داخلية وبعض الرحلات الدولية. تقوم بعض شركات الطيران الاقتصادية برحلات من كارديف إلى أوروبا وأفريقيا وأمريكا الشمالية. أما على الصعيد الداخلي، فتُسيِّر شركة هايلاند رحلتين ذهابًا وإيابًا يوميًا من كارديف إلى أنغلزي. كما تُسيّر العديد من الرحلات اليومية من وإلى مدن رئيسية أخرى في المملكة المتحدة مثل نيوكاسل، وإدنبرة، وغلاسكو، وأبردين، وبلفاست.
كما ترتبط ويلز مع أيرلندا بعبَّارات سريعة تقوم برحلات يومية من موانئ ويلز، ولا سيما ميناء هولي هيد.

## روابط خارجية
- Wales travel and tourism على مشروع الدليل المفتوح
- زيارة ويلز
- حكومة الجمعية الويلزية
- مناطق الجذب السياحي في شمال ويلز (بتمويل من شراكة السياحة في شمال ويلز)